# ثلاث مقالات في النظرية الجنسية
ثلاث مقالات في النظرية الجنسية (بالألمانية: Drei Abhandlungen zur Sexualtheorie) (بالإنجليزية: Three Essays on the Theory of Sexuality)‏ ، هو كتاب علم النفس من نوع سلوك الإنسان الجنسي ، طبعت الكتاب سنة 1905 في عهد الإمبراطورية الألمانية ، يتحدث الكتاب عن ظاهرة الأمراض النفسية في المجتمع النمساوي. .

## ترجمة الكتاب
تمت ترجمتها إلى اللغة الإنجليزية سنة 1910م.